# Komturei Neuve-Court

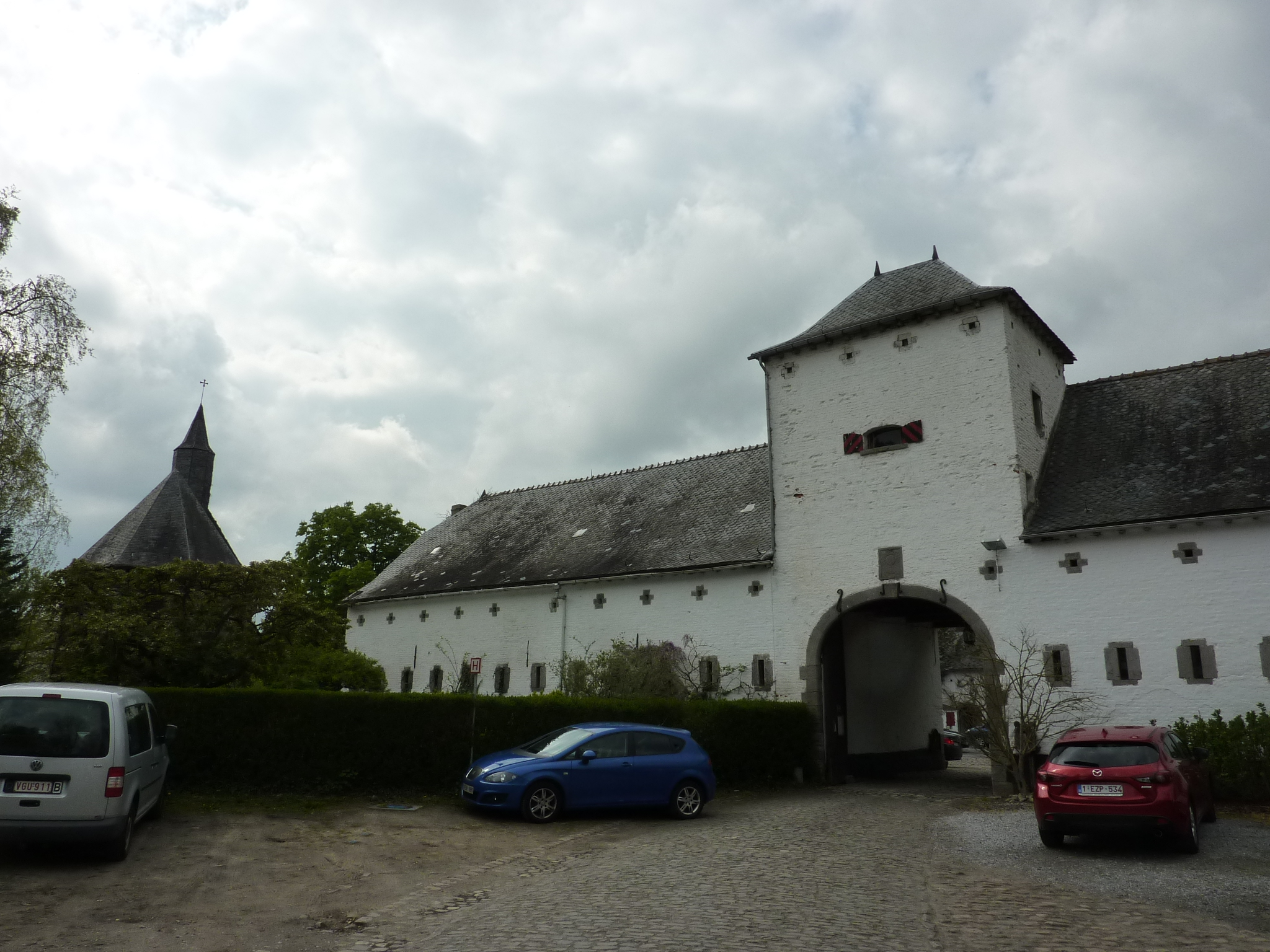
Torhaus

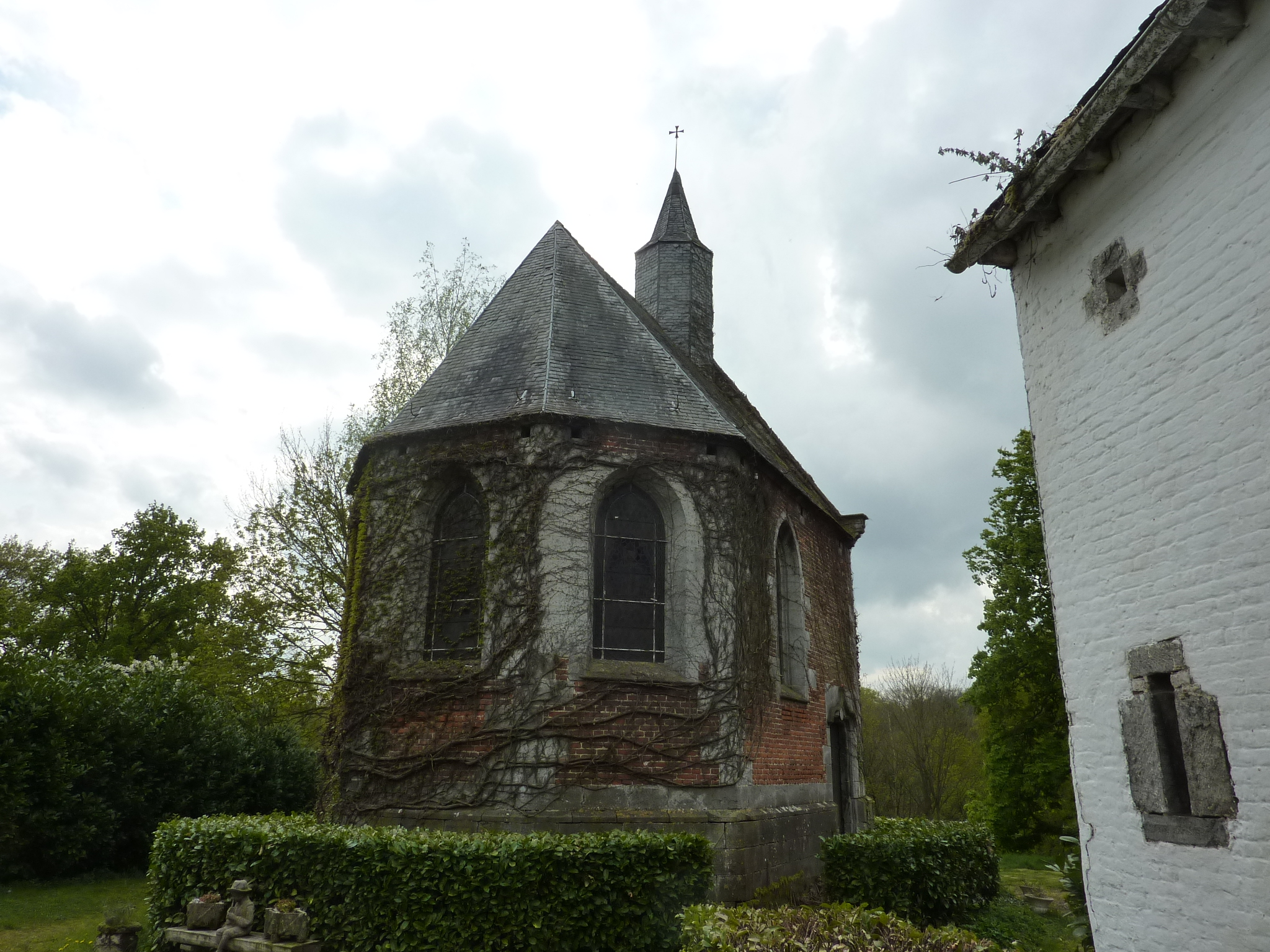
Spätgotische Kapelle

Die Komturei Neuve-Court war eine Kommende des Templerordens und später der Johanniter nördlich von Wavre (Provinz Wallonisch-Brabant) in Belgien.

## Geschichte
Zwischen 1130 und 1139 schenkte Gottfried I. dem Templerorden Ländereien nördlich von Wavre, der 1183 eine weitere Schenkung durch Gottfried III. folgte. Diese zweite Schenkung Gottfrieds gilt als Gründungsdatum der Komturei von Neuve-Court und war aus Dankbarkeit für die Gastfreundschaft der Templer in Benevento auf seiner Pilgerreise nach Jerusalem erfolgt.
Nach der Unterdrückung des Templerordens 1312 fiel die Komturei an die Johanniter.
Zu Beginn des 16. Jahrhunderts wurde die heute noch erhaltene spätgotische Komtureikapelle errichtet, die um einen Innenhof angelegten heutigen Hofgebäude stammen im Kern aus dem 17. Jahrhundert.